# 25a cerimònia dels Lumières
La 25a cerimònia dels Lumières de la Premsa Internacional, va tenir lloc el 27 de gener de 2020 a l'Olympia. El 6 de novembre de 2019, l'Académie des Lumières anuncia que amb motiu del seu 25è anivrsari, la Cerimònia s'emetrà per primera vegada en la seva història a Canal+. El 27de novembre de 2019, l'Académie des Lumières anuncia que la 25a Cerimònia serà presentada per Isabelle Giordano, expresidenta d'Unifrance.
La pel·lícula Els miserables de Ladj Ly guanya tres premis: millor pel·lícula, millor guió i milloractor revelació per Alexis Manenti. Roman Polanski guanya el premi a la millor direcció per L'oficial i l'espia.

## Guanyadors i nominats
Els guanyadors s'indiquen en negreta.
| Millor pel·lícula - Els miserables de Ladj Ly - Gràcies a Déu de François Ozon - L'oficial i l'espia de Roman Polanski - Retrat d'una dona en flames de Céline Sciamma - Roubaix, une lumière d’Arnaud Desplechin                                | Millor director - Roman Polanski per L'oficial i l'espia - Jérémy Clapin per J'ai perdu mon corps - Arnaud Desplechin per Roubaix, une lumière - Ladj Ly per Els miserables - Céline Sciamma per Retrat d'una dona en flames                               |
| Millor actor - Roschdy Zem per Roubaix, une lumière - Swann Arlaud per Gràcies a Déu - Daniel Auteuil per La Belle Époque - Jean Dujardin per L'oficial i l'espia - Fabrice Luchini per Els consells de l'Alice                                  | Millor actriu - Noémie Merlant per Retrat d'una dona en flames - Fanny Ardant per La Belle Époque - Anaïs Demoustier per Els consells de l'Alice - Eva Green per Proxima - Karin Viard per Chanson douce                                                   |
| Millor actor revelació - Alexis Manenti per Els miserables - Thomas Daloz per Les Particules - Tom Mercier per Synonymes - Issa Perica per Els miserables - Thimotée Robart per Vif-Argent                                                       | Millor actriu revelació - Nina Meurisse per Camille - Céleste Brunnquell per Les Éblouis - Mina Farid per Une fille facile - Lise Leplat Prudhomme per Jeanne - Mame Sané per Atlantique                                                                   |
| Millor coproducció internacional - It Must Be Heaven de Elia Suleiman - Bacurau de Kleber Mendonça Filho i Juliano Dornelles - El jove Ahmed dels germans Dardenne - Lola de Laurent Micheli - Papicha, somnis de llibertat de Mounia Meddour    | Millor guió - Ladj Ly, Giordano Gederlini i Alexis Manenti per Les Misérables - Nicolas Bedos per La Belle Époque - François Ozon per Gràcies a Déu - Nicolas Pariser per Els consells de l'Alice - Robert Harris i Roman Polanski per L'oficial i l'espia |
| Millor primera pel·lícula - Nevada de Laure de Clermont-Tonnerre - Atlantique de Mati Diop - Una íntima convicció de Antoine Raimbault - Els miserables de Ladj Ly - Perdrix de Erwan Le Duc                                                     | Millor fotografia - Claire Mathon per Retrat d'una dona en flames - Manuel Dacosse per Gràcies a Déu - Paweł Edelman per L'oficial i l'espia - Irina Lubtchansky per Roubaix, une lumière - Julien Poupard per Els miserables                              |
| Millor música - Alexandre Desplat per Comportar-se com adults - Fatima Al Qadiri per Atlantique - Christophe per Jeanne - Evgueni Galperine i Sacha Galperine per Gràcies a Déu - Dan Levy per J'ai perdu mon corps                              | Millor documental - M de Yolande Zauberman - Être vivant et le savoir de Alain Cavalier - Lourdes de Thierry Demaizière i Alban Teurlai - Ne croyez surtout pas que je hurle de Frank Beauvais - 68, mon père et les clous de Samuel Bigiaoui              |
| Millor pel·lícula d'animació - J'ai perdu mon corps de Jérémy Clapin - La Fameuse Invasion des ours en Sicile de Lorenzo Mattotti - Funan de Denis Do - Les Hirondelles de Kaboul de Zabou Breitman i Éléa Gobbé-Mévellec - Wardi de Mats Grorud | Premi Lumière d’honor - Costa-Gavras - Roberto Benigni |